# Festival du cinéma israélien de Carpentras
Pour les articles homonymes, voir Festival du cinéma israélien de Paris.
Le Festival du cinéma israélien de Carpentras a été créé en 2011 par l'association Laissez-passer et se déroule tous les ans, au deuxième semestre, au cinéma Le Rivoli.

## Historique
En partenariat notamment avec Télérama et Arte, il propose une sélection de films qui sont inédits ou qui ont connu un succès les années précédentes dans le cinéma israélien.
Chaque édition a une thématique : la tolérance (première édition), l'adolescence (deuxième édition), l'image du père.
Le festival se décline en une version « week-end » au Rivoli durant le premier semestre, avec un nombre de films restreint
Pendant la quatrième édition du festival, le 6 octobre 2014, une projection du film Dancing in Jaffa à laquelle participait le consul d'Israël, est perturbée par un groupe de 70 à 80 militants pro-palestiniens. Une partie de ce groupe s'est introduite dans la salle,.
Lors de l'édition 2016, le festival s'agrandit et se déroule, outre à Carpentras, dans des cinémas d'Avignon et de Saint-Rémy-de-Provence.
En raison de la pandémie de covid 19, le festival change de forme. Jusque là sur une semaine et avec une douzaine de film, il se réduit à un week-end, 3 à 5 films, et ne remet plus de prix du jury

## Particularités
Le jury, qui désigne le film vainqueur, était constitué à ses débuts d'une douzaine de lycéens de la ville. Il est aujourd'hui intergénérationnel.
Le festival invite de temps en temps comédiens, réalisateurs et techniciens, comme Lior Ashkenazi,, Levana Finkelstein, Sasson Gabai,, Shai Avivi,.